# Jacky Peeters
Jacky Peeters (Bree, 1969. december 13. –) belga válogatott labdarúgó.
A belga válogatott tagjaként részt vett a 2000-es Európa-bajnokságon és a 2002-es világbajnokságon.

## Sikerei, díjai
KRC Genk
- Belga kupa (1): 1997–98